# 仁治
仁治（）は、日本の元号の一つ。延応の後、寛元の前。1240年から1243年までの期間を指す。この時代の天皇は四条天皇、後嵯峨天皇。鎌倉幕府将軍は藤原頼経。執権は北条泰時、北条経時。

## 改元
- 延応2年7月16日（ユリウス暦1240年8月5日）：彗星・地震・旱魃などにより改元。
- 仁治4年2月26日（ユリウス暦1243年3月18日）：寛元に改元。

## 仁治期におきた出来事
3年
- 正月9日：四条天皇、12歳で崩御。
- 正月20日：後嵯峨天皇が即位。
- 6月15日：北条泰時死去。北条経時、第4代執権となる。
- 9月12日：順徳上皇、配所の佐渡で崩御。

終始平和だったと言われている。

## 西暦との対照表
※は小の月を示す。
| 仁治元年（庚子） | 一月      | 二月※ | 三月 | 四月※ | 五月  | 六月※ | 七月※ | 八月※   | 九月  | 十月※ | 閏十月 | 十一月   | 十二月    |
| ---------------- | --------- | ----- | ---- | ----- | ----- | ----- | ----- | ------- | ----- | ----- | ------ | -------- | --------- |
| ユリウス暦       | 1240/1/26 | 2/25  | 3/25 | 4/24  | 5/23  | 6/22  | 7/21  | 8/19    | 9/17  | 10/17 | 11/15  | 12/15    | 1241/1/14 |
| 仁治二年（辛丑） | 一月※     | 二月  | 三月 | 四月※ | 五月※ | 六月  | 七月※ | 八月    | 九月※ | 十月※ | 十一月 | 十二月   |           |
| ユリウス暦       | 1241/2/13 | 3/14  | 4/13 | 5/13  | 6/11  | 7/10  | 8/9   | 9/7     | 10/7  | 11/5  | 12/4   | 1242/1/3 |           |
| 仁治三年（壬寅） | 一月※     | 二月  | 三月 | 四月※ | 五月  | 六月※ | 七月  | 八月※   | 九月  | 十月※ | 十一月 | 十二月※  |           |
| ユリウス暦       | 1242/2/2  | 3/3   | 4/2  | 5/2   | 5/31  | 6/30  | 7/29  | 8/28    | 9/26  | 10/26 | 11/24  | 12/24    |           |
| 仁治四年（癸卯） | 一月      | 二月※ | 三月 | 四月※ | 五月  | 六月  | 七月※ | 閏七月※ | 八月  | 九月  | 十月※  | 十一月   | 十二月※   |
| ユリウス暦       | 1243/1/22 | 2/21  | 3/22 | 4/21  | 5/20  | 6/19  | 7/19  | 8/17    | 9/15  | 10/15 | 11/14  | 12/13    | 1244/1/12 |